# Мандрика Андрій Леонтійович
Андрі́й Лео́нтійович Мандри́ка (1700 (?), Кобижча — після 1784, Мандриківка, Катеринослав) — сотенний осавул Кобизької сотні Київського полку. Засновник і першопоселенець селища Мандриківка.

## Життєпис
Народився близько 1700 року в містечку Кобижча, Кобизької сотні, Київського полку.
Походить з козацької старшини, представник реєстрового козацького роду Мандрики, відомого з першої половини XVII сторіччя. Онук кобизького сотника Василя Андрійовича та син товариша Кобизької сотні Леонтія Васильовича Мандрик.
З 1730 року — осавул Кобизької сотні.
1731 року перебрався до Царичанки, де будувалася фортеця Української укріпленої лінії. Одружився близько 1737 року в Царичанці і мав трьох синів: Кирила (1738), Давида (1744), Пантелеймона (1749).
За службу отримав земельну ділянку на річці Прядівці, де оселився з родиною 1754 року. На військово-топографічній карті 1861 року поселення родини Мандрик зветься Пантелеймонівка (Мандрикіне), згодом воно увійшло до села Преображенка Дніпровського району.
Наприкінці 70-х років XVIII сторіччя Андрій Мандрика мешкав на правому березі Дніпра біля слободи Половиця, на східному схилі дніпровського пагорба навпроти Станового острова, де мав зимівник. Разом з Лазарем Глобою, Гнатом Каплуном та ін. він опікувався будівництвом Петропавлівської церкви у Половиці 1779 року.
Коли на місці Половиці 1784 року було засновано губернське місто Катеринослав, частина колишніх мешканців Половиці оселилася поблизу зимівника Андрія Леонтійовича, що поклало початок селищу Мандриківка.
Дата смерті Андрія Мандрики достеменно невідома, це сталося після 1784 року.